# Grå karsttimalia
Grå karsttimalia (Gypsophila annamensis) är en fågel i familjen marktimalior inom ordningen tättingar.

## Utseende och läte
Grå karsttimalia är en stor och knubbig timalia med rätt sjavig fjäderdräkt. Den är grå och brun med kraftiga streck på huvud, rygg och strupe. En udda vit form har varierande mängd vitt på huvud och bröst. Arten är lik kortstjärtad smygtimalia, men är större med längre stjärt och saknar de för den arten karakteristiska vita skulderfläckarna.Sången är en ljudlig och rätt hes serie visslande toner med vissa upprepade fraser, ibland avgivna av par i duett. Även hårda "grrr" kan höras.

## Utbredning och systematik
Fågeln förekommer i södra Kina och norra Indokina. Den behandlas som monotypisk, det vill säga att den inte delas in i några underarter. Den behandlades fram tills nyligen som underart till variabel karsttimalia, men har urskiljts som egen art efter studier.

### Släktestillhörighet
Karsttimaliorna placerades traditionellt i släktet Napothera, men genetiska studier visar att den tillsammans med bergsmygtimalia och kortstjärtad smygtimalia står nära tre arter i Malacocincla. Flera taxonomiska auktoriteter har flyttat båda grupperna till släktet Turdinus som antogs vara närbesläktat även om inga av dess arter testats genetiskt. Senare studier har dock visat att de endast är avlägset släkt, varvid grå karsttimalia med släktingar förts till Gypsophila.

## Levnadssätt
Grå karsttimalia hittas i skogstäckta karstberg. Den födosöker nära marken, ofta i och kring klippskrevor. 

## Status
Grå karsttimalia har ett relativt stort utbredningsområde och beståndet anses vara stabilt. IUCN kategoriserar den som livskraftig (LC).